# Филонович, Юрий Константинович
Юрий Константинович Филонович — советский журналист.

## Биография
Родился в 1917 году. Член КПСС.
В 1944—1953 гг. — главный редактор органа Ставропольского крайкома ВЛКСМ «Молодой ленинец», работник отдела пропаганды ЦК ВЛКСМ, заместитель заведующего отделом пропаганды редакции газеты «Комсомольская правда».
В 1953—1980 гг. — редактор отдела пропаганды, заместитель главного редактора газеты «Известия».
В 1980—1986 гг. — главный редактор журнала «В мире книг».
Умер в 1997 году в Москве.

## Оценки
А возглавлял тогда редакцию Юрий Константинович Филонович, прекрасный журналист, человек очень честный, глубоко интеллигентный и тонкий. 27 лет он работал в «Известиях», был редактором отдела пропаганды и заместителем главного редактора. Своими острыми выступлениями он вызывал недовольство партийных боссов, и те нашли повод с ним рассчитаться. Когда его единственная дочь вышла замуж за французского кинопрокатчика и уехала в Париж, в редакции появился приказ: «По рекомендации секретариата ЦК КПСС Филонович Ю. К. освобождается от занимаемой должности и назначается главным редактором журнала „В мире книг“». Надо сказать, что журналу очень повезло…

## Награды
- Орден Трудового Красного Знамени (04.05.1962, 13.03.1967, 09.09.1971)
- Орден Знак Почёта (28.10.1948)